# Mónica Nepote
Mónica Nepote (Guadalajara, Jalisco, 25 de junio de 1970) es una escritora, editora y gestora mexicana. Coordina el proyecto de E-Literatura del Centro de Cultura Digital desde 2015.
Estudió Letras Hispanoamericanas en la Universidad de Guadalajara. Trabajó como guionista para Canal 22. Cuenta con una sólida trayectoria en el sector editorial: coeditora de la colección infantil “Así ocurrió. Instantáneas de la historia” del sello SM y dirigió el proyecto editorial deTierra Adentro. También ha publicado reseñas, crónicas, reportajes, artículos y entrevistas para medios como Biblioteca de México, Cambio, Día 7, El Ángel, Nexos, Saber Ver, Tierra Adentro y Revista 404.
Entre sus performances más destacados están Mi voz es mi pastor (2014) en colaboración con Cinthya García Leyva, Nieve junto con Annuska Angulo y Juanpablo Avendaño, e Interfaces sonoras de tinta conductiva (2014) al lado de Gabriela Gordillo. Sus piezas artísticas han sido parte de diversas muestras, festivales y laboratorios como Verbo (2013 y 2015), Soledades, lecturas sonoras del imaginario gongorino (Centro Cultural de España, Ciudad de México, 2014); Todos los originales serán destruidos (Galería Gaga, Ciudad de México, 2014; Galería Libertad, Querétaro, 2015); y MusicMakersHackLab (Laboratorio Arte Alameda, Ciudad de México, 2015).
Ha destacado a nivel nacional e internacional por su labor de fomento y difusión de la literatura electrónica. Como parte del Centro de Cultura Digital, está al frente del proyecto E-Literatura, que se encuentra dividido en E-Literatura, compendio de piezas digitales; Revista 404, publicación enfocada en la cultura digital; y Descargables, donde se pueden encontrar publicaciones en formato ePub y PDF. Su labor ha ayudado a concretar iniciativas como la Red de Literatura Electrónica Latinoamericana en 2015. Las piezas Umbrales y Tatuaje fueron seleccionadas para ser parte de la tercera colección de literatura electrónica publicada por Electronic Literature Organization en 2016.

## Publicaciones
- Trazos de noche herida (México: Fondo Editorial Tierra Adentro ,1993)
- El manantial latente: muestra de poesía mexicana desde el ahora: 1986-2002 (México: CONACULTA, 2002)
- Hechos diversos (México: Ediciones Acapulco, 2011 y 2013)
- Sombra roja. Diecisiete poetas mexicanas (1964-1985) (México: Vaso Roto, 2016)
- Las trabajadoras (México: Heredad, 2024)

## Premios y reconocimientos
- Premio Xavier Villaurrutia de Escritores para Escritores 2024[7]
- Sistema Nacional de Creadores (SNCA), 2021 [8]
- Fondo Nacional para la Cultura y las Artes (FONCA), 1994, 1996 y 2003

- Difusión de Obra del Instituto de Cultura de la Ciudad de México, 2001
- Premio Nacional de Poesía Efraín Huerta, 2003